# Block of Wood
Block of Wood è un singolo dei The Bats pubblicato nel 1987 in Nuova Zelanda dalla Flying Nun Records.

## Tracce
Testi e musiche di Robert Scott.
1. Block of Wood – 3:12
2. Calm Before the Storm – 2:39
3. Candidate – 3:26

## Musicisti
- Paul Kean (basso, voce)
- Malcolm Grant (batteria)
- Robert Scott (voce, chitarra)
- Kaye Woodward (voce, chitarra)